# Pedro Igneus
Pedro Igneus (Florença, c. 1020 - Roma, 11 de novembro de 1089) foi um monge beneditino italiano da congregação dos Vallombrosianos, abade, cardeal e bispo de Albano. 

## Biografia
Pietro Igneo Aldobrandini nasceu por volta de 1020, na família dos condes de Soana. Era parente de João Gualberto, fundador da Congregação Beneditina de Vallombrosa. Ele também está listado como Petrus Igneo, Pietro Igneo, Pedro el Igneo e como Pietro Igneo Aldobrandeschi de Sovana. Tio do Cardeal Bernardo degli Uberti, OSBVall.
Entrou na Ordem de São Bento, Congregação de Vallombrosa. Em 23 de fevereiro de 1068, ele passou pelo julgamento de Deus (ou prova de fogo), para provar a simonia do bispo de Florença, Pietro Mezzobarbo (também conhecido como Pedro de Pavia); por isso chamado de "Igneus". Logo depois, ele se tornou prior de Passignano; e mais tarde, abade de San Salvatore em Fucecchio, posição que ele manteve após se tornar cardeal.
Pedro Igneus foi criado cardeal-bispo de Albano por Alexandre II em um consistório celebrado em 1072. Ele é talvez citado pela primeira vez como cardeal-bispo em outubro de 1072 na consagração da igreja de Ss. Donato e Nicola em Citille, embora a diocese que ele ocupava naquela época não seja conhecida. Ele foi chamado a Roma pelo Papa Gregório VII.
Mais tarde, ele aparece como abade de Fucecchio e bispo de Albano em documentos datados de 23 de outubro de 1074, 3 de setembro de 1076, 7 de fevereiro de 1077 (consagrando a igreja de S. Miniatis em Rubbicana), 15 de novembro de 1077 e 27 de janeiro de 1081. Legado na Itália e, mais tarde, na Alemanha e na França. Participou da eleição papal de 1086, na qual o Papa Vítor III foi eleito e foi um dos bispos consagradores do novo papa. Participou da eleição papal de 1088, na qual o Papa Urbano II foi eleito. Pedro é mencionado em uma bula papal emitida em Roma em 8 de julho de 1089. Ele escreveu um tratado da Eucaristia.
Cardeal Pedro Igneus morreu em 11 de novembro de 1089, provavelmente em Albano. Enterrado, possivelmente em Vallombrosa. O Martirológio Romano celebra sua festa em 8 de fevereiro. O Ordo Romanus incluiu seu ofício e missa em 4 de março de 1673; e a arquidiocese de Florença em 16 de maio de 1676.